# Bret Harrison
Bret Michael Harrison (* 6. April 1982 in Portland, Oregon) ist ein US-amerikanischer Schauspieler.

## Biografie
Bret Harrison wurde einem breiteren Publikum durch seine langjährige Rolle in der Fernsehserie Keine Gnade für Dad und durch den Film Nix wie raus aus Orange County an der Seite von Colin Hanks und Jack Black bekannt. Außerdem hatte er zahlreiche Gastauftritte in Fernsehserien wie Undressed – Wer mit wem?, Die wilden Siebziger, O.C., California und Law & Order: New York.
In der Serie The Loop hatte Harrison 2006 bis 2007 die Hauptrolle des Sam Sullivan, die Serie kam auf zwei Staffeln. Von 2007 bis 2009 spielte er in der Fernsehserie Reaper die Hauptrolle des Sam Oliver. In der zweiten Staffel der Serie V – Die Besucher gehörte Harrison 2011 als Sidney Miller zu den Hauptdarstellern. In der FOX-Comedy-Serie Breaking In spielte er von April 2011 bis April 2012 die Hauptrolle des Cameron Price.
Seit 2005 ist Harrison neben seiner Tätigkeit als Schauspieler Mitglied der Indie-Rock-Band Big Japan.

## Filmografie (Auswahl)
- 1999: A Place Apart (Fernsehfilm)
- 2000: Undressed – Wer mit wem? (Undressed, Fernsehserie)
- 2001–2005: Keine Gnade für Dad (Grounded for Life, Fernsehserie, 65 Folgen)
- 2002: Nix wie raus aus Orange County (Orange County)
- 2002: Law & Order: New York (Law & Order: Special Victims Unit, Fernsehserie, Folge 3x18 Schuldig)
- 2002: Everybody’s Doing It (Fernsehfilm)
- 2003: Boston Public (Fernsehserie, Folge 3x12)
- 2004–2005: O.C., California (The O.C., Fernsehserie, zwei Folgen)
- 2004: Lightning Bug
- 2005: Die wilden Siebziger (That ’70s Show, Fernsehserie, vier Folgen)
- 2006–2007: The Loop (Fernsehserie, 17 Folgen)
- 2007–2009: Reaper – Ein teuflischer Job (Reaper, Fernsehserie, 31 Folgen)
- 2008: All in – Alles oder nichts (Deal)
- 2011: V – Die Besucher (V, Fernsehserie, sechs Folgen)
- 2011: Mardi Gras: Die größte Party ihres Lebens (Mardi Gras: Spring Break)
- 2011–2012: Breaking In (Fernsehserie, 20 Folgen)
- 2016–2020: The Ranch (Fernsehserie, elf Folgen)